# Puberty Blues
Puberty Blues (pt: Explosão da puberdade / br: Adolescência dourada) é um filme de comédia australiano, realizado em 1981 por Bruce Beresford. Trata-se de um filme passado no universo dos jovens adolescentes surfistas, habitantes da periferia sul de Sydney.